# Ever Since The Fire Went Out
Ever Since The Fire Went Out er en dansk kort- og filmskolefilm fra 2016 instrueret af Sylvia Le Fanu.

## Handling
Anna og Mark er et par i slut-tyvere. De har været kærester i tre år og har allerede boet sammen i to af dem i, hvad der oprindeligt var Annas lejlighed. Anna og Mark blev ramt af lynet, da de mødte hinanden, og deres forhold startede med store følelser og endnu større armbevægelser. Langsomt er passionen begyndt at svinde, men der er ingen tvivl om, at de elsker hinanden – de mærker måske bare ikke så aktivt efter længere. De har svært ved at finde noget at tale om over aftensmaden, som de i stedet spiser tavst til høj radiomusik. Anna vil gerne vise Mark, at hun vil ham, og hun har på en almindelig hverdag besluttet sig for at forføre ham. Mark er imidlertid ikke så god til at gengælde hendes opmærksomhed.

## Medvirkende
- Rebecca Rønde Kiilerich, Anna
- Alexander Clement, Mark